# Обреїмов Іван Васильович
Іван Васильович Обреїмов (рос. Иван Васильевич Обреимов, 8 березня 1894, Ансі — 2 грудня 1981, Москва) — радянський фізик, академік АН СРСР (1958).

## Життєпис
Народився 8 березня 1894 в місті Ансі (Третя французька республіка) в родині відомого на Уралі просвітителя, викладача математики Василя Івановича Обреїмова, який був змушений виїхати Росії. Через деякий час родина Обреїмових повернулася до Росії. 
У 1909 році після смерті батька родина переїхала до Гатчини, де в 1910 р. Іван із золотою медаллю закінчив Гатчинський сирітський інститут та вступив до Санкт-Петербурзького університету, який закінчив 1914. У 1913 побував у відрядженні до Геттінгенського університету в лабораторії професора Густава Таммана, де провів літній семестр. Після закінчення навчання залишений при Петроградському університеті для підготовки до професорського звання, працював асистентом у професора Д. С. Рождественського. 
Протягом 1919–1924 років працював у Державному оптичному інституті, 1924–1929 — у Ленінградському фізико-технічному інституті. 
У 1929 році наказом Вищої ради народного господарства УРСР був призначений директором заснованого Українського фізико-технічного інституту в Харкові. Організував будівництво інституту. Поки воно тривало Обреімов в 1929 році в будівлі ділового клубу організував конференцію з теоретичної фізики, в якій взяли участь Л. Д. Ландау, В. О. Фок, Г. А. Гамов, Я. І. Френкель, І. Є. Тамм, М. І. Мусхешвілі, Б. М. Фінкельштейн, а також В. Гейтлер з Геттінгена і П. Йордан з Гамбурга. Це була перша і єдина конференція з теоретичної фізики в СРСР. Після закінчення організаційного періоду в 1933 перейшов в тому ж інституті на посаду голови Наукового товариства студентів і завідувача лабораторії фізики кристалів. В тому ж році І. В. Обреїмов обирається членом-кореспондентом АН СРСР по відділенню фізики. Одночасно з науковою діяльністю займався і педагогічною на фізико-механічному факультеті Харківського машинобудівного інституту (який 1930 був виділений з Харківського політехнічного інституту, але незабаром знову об'єднаний), на якому читав курси: загальний курс фізики, оптику і фізику кристалів. 
У червні 1938 разом з іншими фізиками Українського фізико-технічного інституту (Л. Ландау, Л. Шубниковим, О. Лейпунським та іншими) був безпідставно заарештований (див. Справа УФТІ). В період слідства у Бутирській в'язниці в результаті клопоту А. Ф. Йоффе перед Сталіним йому було дозволено працювати. У в'язниці він написав свою працю «Про застосування френелевої дифракції для фізичних і технічних вимірювань», за яку в 1946 р був удостоєний Сталінської премії. У травні 1941 за відсутністю складу злочину — звільнений. Звільнення Обреїмова добивався Петро Капиця, який написав листа Молотову. 
Після звільнення, у вересні 1941 р, евакуювався з Харкова до Уфи, де працював до листопада 1942 в Інституті фізичної хімії АН УРСР ім. Л. В. Писаржевського (керованому академіком О. І. Бродським). У листопаді 1942 р перейшов на роботу в Державний оптичний інститут (Йошкар-Ола). З 1944 до 1954 працював в Інституті органічної хімії АН СРСР, в Інституті елементоорганічних сполук АН СРСР (1954-65), в Інституті загальної та неорганічної хімії АН СРСР (з 1965).

## Наукова діяльність

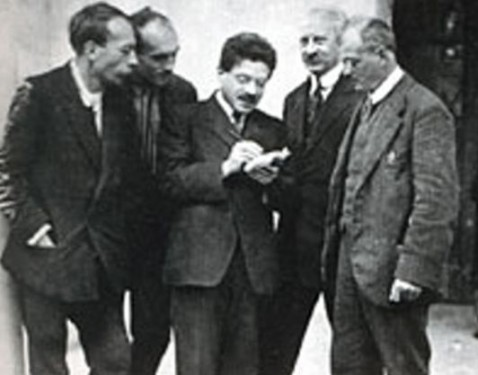
Зліва направо: І. В. Обреїмов, М. М. Семенов, П. С. Еренфест, А. Ф. Йоффе, О. О. Чернишов

Наукові праці стосуються фізики кристалів, низькотемпературної спектроскопії, оптики. Започаткував вітчизняні дослідження з низькотемпературної спектроскопії молекулярних кристалів (1930–1935, спільно з А. Прихотько), з вивчення механізмів пластичної деформації, заклав основи теорії кінетики дислокацій. Спільно з Л. Шубниковим розробив метод вирощування монокристалів з розплаву (метод Обреїмова-Шубникова), методи вимірювання показників заломлення. 1939 розробив найчутливіший вимірювальний метод експериментальної фізики для вимірювання дисперсії в широкому спектральному інтервалі (метод Обреїмова). Обреїмовим сконструйований цільнокварцевий інтерферометр для низькотемпературних робіт і виконані дослідження з дифракції світла на краї плоскопаралельних пластин (1946). 1948 започаткував дослідження з дисперсії в молекулярних кристалах.

## Нагороди
Лауреат Сталінської премії (1946).
Нагороджений Золотою медаллю імені С. І. Вавилова (1959).

## Основні праці
- «О приложении френелевой дифракции для физических и технических измерений» (1945).